# Alberto Pedrotti
Alberto Pedrotti (Rosario, provincia de Santa Fe, 28 de agosto de 1899 - 5 de mayo de 1980) fue un artista plástico argentino.

## Biografía
Desde temprana edad demostró su interés hacia las artes plásticas, ya que a los 14 años realizó ilustraciones para diarios y revistas de su ciudad (Rosario).
Completado sus estudios secundarios ingresó a la Facultad de Ciencias Médicas, dependiente en esos años de la Universidad Nacional del Litoral. Afectado de una grave enfermedad pulmonar, tuvo que abandonar su carrera a poco tiempo de su culminación. Debido a esta dolencia se instaló para su recuperación en las sierras de la Provincia de Córdoba en la localidad de Tanti. Allí conoció al artista plástico Fernando Fader, amistad que definió su futuro artístico. Recibió de este sus primeras clases de pintura datando de esa fecha sus paisajes de las sierras cordobesas. 
En 1928 viajó, con el objetivo de estudiar las distintas corrientes pictóricas de esos años, a Italia y Francia, realizando pinturas de distintos lugares de la ciudad de París. En el año 1950 formó parte del Grupo Litoral, junto a Leónidas Gambartes, Juan Grela, Carlos Uriarte, Minturn Zerva, Pedro Giacaglia, entre otros.
Sin herederos, testó a favor del Museo Municipal de Bellas Artes Juan B. Castagnino sus pertenencias: 384 cuadros, joyas,dinero y cuatro propiedades, con el objeto de ampliar el Museo y que una de las salas se destinaran a la exhibición de sus obras. Falleció en 1980.

### Descripción de obra
En sus inicios se presenta como un artista plástico impresionista, habiendo realizado con Fernando Fader, sus primeros apuntes del paisaje.
Es un pintor intimista, evolucionando a una síntesis, con tendencia al cubismo, ligado al expresionismo,  enfatizando las formas con grafismos. Según Edgardo Donoso:
"Convivía pacíficamente con la idea del anclaje en la vida cotidiana de los seres alguna vez queridos. Tal vez se levantara por la noche para pintar estas visiones antes que el olvido las borrara".
Ha trabajado con distintos soportes pictóricos, según la técnica utilizada. Realizó también numerosos trabajos en papel con grafito, tintas, pastel, acuarela y técnicas mixtas combinando los elementos ya nombrados.

### Exposiciones
En el año 1932 expuso en Buenos Aires, invitado por Emilio Pettoruti, junto a Gustavo Cochet y Minturn Zerva en el Museo de Arte Moderno en la ciudad La Plata. En 1948 expuso sus obras en la Sala II de Galería Renom (hoy desaparecida). En esa oportunidad expuso 34 óleos inéditos (dos fuera de catálogo). En la misma galería se realizó una muestra de sus obras en agosto de 1949 presentando en esta oportunidad 30 trabajos. 
En agosto de 1967, en una muestra en la galería Carrillo (desaparecida) donde estaba representada la pintura rosarina desde 1900-60, estuvo presente junto con los integrantes del Grupo Litoral, en la década correspondiente a 1940-50.
En 1974, invitado por la dirección del Museo Municipal de Bellas Artes Juan B. Castagnino con motivo de cumplir 50 años de actividad plástica, realizó una muestra retrospectiva con casi todas obras inéditas. La presentación estuvo a cargo de Pedro Giacaglia.
Post mortem estuvo representado en distintas muestras. En Amigos del Arte, en octubre de 1986 se realizó una muestra con obras de distintos autores, pertenecientes a la pinacoteca de la entidad. En 1993 estuvo presente en la muestra "Pintura rosarina" en el Museo Municipal de Bellas Artes Juan B. Castagnino.
En 1998 se realizó la "Muestra homenaje Grupo Litoral", con obras de todos sus integrantes. En 2008 se inaugura la muestra Despliegue de misterio y asombro dedicada exclusivamente a su obra en el Museo Municipal de Bellas Artes Juan B. Castagnino. En la misma institución, pero en la sección de arte contemporáneo (MACRo), en 2015 se incluye a Pedrotti en el proyecto denominado Construcción de un museo, dedicándole el tercer piso de la muestra.
Obras suyas figuran en colecciones privadas y públicas: Museo Municipal de Bellas Artes Juan B. Castagnino, Museo Provincial de Bellas Artes Emilio Pettoruti, y en el Museo de Tanti.
En 1927 realizó su primer envío al IX Salón de otoño, de Rosario en el Museo Municipal de Bellas Artes Juan B. Castagnino. A partir de allí participó en forma activa en salones de su ciudad y nacionales.

### Premios
- 1932- Premio Adquisición- Salón Cincuentenario ciudad de La Plata.[3]
- 1944 -Medalla de oro- XXIII Salón de Rosario.[1]
- 1946- Premio Jockey Club- XXV Salón de Rosario.[3]
- 1952- Premio Adquisición- Salón de Córdoba.[3]
- 1957- Premio de Honor- XXXVI Salón Anual de Artes Plásticas Rosario.[1]